# Edward Czermak
Edward Czermak – c.k. urzędnik, starosta powiatu drohobyckiego w latach 1871–1879, starosta powiatu chrzanowskiego (1902-1905).
Honorowy obywatel miasta Drohobycza, członek Komisji Fizjograficznej w Krakowie, odznaczony Krzyżem Honorowym Księcia Schwarzburskiego II klasy.